# Labradori réce
A labradori réce (Camptorhynchus labradorius) a lúdalakúak rendjébe, ezen belül a récefélék (Anatidae) családjába tartozó Camptorhynchus nem egyetlen faja volt, mára már kihalt.

## Rendszerezése
A fajt Johann Friedrich Gmelin német természettudós írta le 1789-ben, az Anas nembe Anas labradoria néven.

## Előfordulása
A labradori réce már felfedezése idején ritka volt. A Labrador-félszigetről kapta nevét, amely Kanada északkeleti partvidékén található. Azt hitték, ott van a faj költőhelye, pedig onnan sem a fészkét, sem a tojásait nem ismerjük teljes bizonyossággal. Valószínű, hogy igazi szaporodó területe északabbra lehetett, esetleg a Szent Lőrinc-öböl magányos szigetein. Télen ez a récefaj délre vándorolt, egészen Új-Anglia, New Jersey és Long Island vidékéig, ahol a homokos tengerpartokon és a kis öblökben tartózkodott.

## Kihalása
E tengeri récefaj kihalásának oka ismeretlen. A többi vízi szárnyashoz hasonlóan alkalomadtán rá is vadásztak, sőt még eladásra is kínálták New York és Baltimore piacain, noha íze nem volt éppen kellemes. Furcsa felépítésű csőre arra utal, hogy táplálkozási szokásai is különlegesek voltak: valószínűleg apró csigákon élt. Ez is hozzájárulhatott kipusztulásához, hiszen az egy bizonyos táplálékra specializálódott állatfaj mindig érzékenyebb a környezet változásaira. Észak-Amerika keleti részén a fokozódó emberi tevékenység hatására átalakult a tengerparti élőhelyek csigafaunája, ami a faj számára végzetesnek bizonyult. Az utolsó közlés egy hím példányról szól, amelyet 1875 őszén fogtak a Long Islandhez közeli vizeken. Ez a példány ma Washingtonban, az Egyesült Államok Nemzeti Múzeumában található. Állítólag három évvel később, 1878. december 2-án még egy récét lőttek a New York állambeli Elmira mellett. Ezt azonban utólag nem lehet bizonyítani, mert a példány elveszett.
|  |  |